# Ordos

Obszar Ordos

Ordos (chiń. upr. 鄂尔多斯高原; pinyin È’ěrduōsī Gāoyuán) – wyżyna w północnych Chinach, w wielkim zakolu rzeki Huang He, o średniej wysokości 1200–1600 m. Na południu przechodzi w Wyżynę Lessową. W głębokim podłożu wyżyny Ordos występują prekambryjskie utwory platformy chińskiej, które tworzą syneklizę wypełnioną grubymi pokładami paleozoicznych i mezozoicznych piaskowców oraz trzeciorzędowych iłów i margli. We wschodniej części wyżyny występuje roślinność półpustynna, natomiast w części zachodniej dominują formacje pustynne (występują barchany do 50 m). W regionie uprawiana jest pszenica i proso (tylko na terenach nawadnianych); także odbywa się koczowniczy wypas owiec, wielbłądów i kóz.